# Hôtel Radio
Pour les articles homonymes, voir Radio et Hôtel Ruhl (homonymie).
L'hôtel Radio, précédemment hôtel Rühl, est un ancien hôtel et un des plus grands bâtiments de Vichy, dans le département français de l'Allier. Ouvert en 1913, il ferma ses portes après la Seconde Guerre mondiale. Il est aujourd'hui un immeuble résidentiel sous le nom de Palais des Parcs. Son ancienne salle de restaurant est inscrite aux Monuments historiques. 

## Localisation
L'ancien hôtel est situé dans la commune de Vichy dans le sud-est du département de l'Allier, en région Auvergne-Rhône-Alpes. Il se dresse dans le quartier thermal de la ville, entre le parc des Sources, parc central de Vichy et le parc Napoléon III qui longe l'Allier. Son entrée se trouve au 15 boulevard de Russie et, outre ce boulevard, il occupe un quadrilatère bordé par la rue d'Angleterre, la rue d'Italie et le boulevard des États-Unis.

## Description
L'édifice comprenait une cave, un sous-sol, un rez-de-chaussée, un entresol, et huit étages, les quatre derniers étant partiellement sous les combles. Les sept premiers étages abritaient les chambres de la clientèle, le dernier était dédié au personnel.
Le rez-de-chaussée est à l'extérieur à bossages avec balcons-loggias. L'intérieur a conservé son grand salon central sous verrière, ancienne salle de restaurant (aujourd'hui transformée en salle de tennis de table). Cette pièce est entièrement ornée d'un décor dans un style néo Louis XVI de stucs, de structure classique composite, sur laquelle fut plaquée un ornement de feuillages, fleurs, fruits et scènes agrestes. Pilastres gainés et entablements supportent un plafond reprenant la forme d'une voûte en arc de cloître fractionné de lunettes, à ouverture zénithale ornée de verres peints à la façon des vitraux. L'architecte a utilisé le répertoire décoratif de la fin du XVIIIe siècle (guirlandes, frise de postes, denticules...) en les mêlant à des motifs Art nouveau (bouquets de roses, lianes). Les toiles peintes représentent des rondes de danseuses joueuses de violes et de tambourins dessinées avec une inspiration helléniste. La verrière reprend une composition à la fois classique et néo-classique avec des couleurs typiquement Troisième république[Quoi ?]. Cette salle est un des derniers vestiges des décors d'apparats qui ornaient les grands hôtels de la Belle Époque de Vichy.

## Historique
Au début du XXe siècle, la mairie, construite sous Napoléon III, est jugée trop petite et trop éloignée du centre-ville. Elle est mise en vente, ainsi que la place située devant en 1910. La parcelle est acquise par l'architecte vichyssois Antoine Chanet pour le compte d'un dénommé M. Gelly, résidant à Asnières en banlieue parisienne, pour la construction d'un immense hôtel, le Mercedes Palace, dont la construction débute dans l'année. Mais les travaux sont brutalement arrêtés en 1911. Le chantier est alors entouré d'une barricade et en juillet les engins de chantier sont retirés et les sacs de ciment vendus à l'encan, suscitant l'inquiétude de la mairie qu'un tel chantier soit laissé à l'abandon en plein quartier thermal. En février 1913, Henry Ruhl, jeune trentenaire qui s'était lancé avec succès dans l'hôtellerie de luxe à Nice, Cannes et Chantilly, fait l'acquisition du terrain et fait reprendre la construction, toujours avec Chanet comme architecte. L'hôtel est achevé dans l'année et ouvre pour le début de la saison thermale. Le frère d'Henry Ruhl, Frédéric, en prend la direction et le nouvel hôtel dans ses publicités revendique « Hôtel Ruhl le plus luxueux - Trois cent cinquante chambres, trois cent cinquante salle-de-bains. », rares étant les hôtels offrant une salle de bains pour chaque chambre. L'hôtel Rühl étonne par son gigantisme, couvrant tout un quadrilatère de 60 mètres sur 35 mètres et une superficie totale de 2 296 m2
Avec le déclenchement de la Première Guerre mondiale, comme beaucoup d'hôtels de la station thermale, il est transformé en hôpital militaire temporaire, le n° 75, du 1er novembre 1914 au 23 janvier 1918. Sa très grande superficie fait qu'une partie sert d'hôpital militaire annexe pour l'hôpital temporaire n° 45 situé à l'hôtel des Ambassadeurs et pour l'hôpital temporaire n° 51 situé lui dans l'hôtel Britannique.
En juillet 1914, le bâtiment fait l'objet d'une saisie financière (et non comme la rumeur le prétendra pour la soi-disant nationalité allemande d'Henry Rühl, qui était suisse, naturalisé britannique).
Après guerre, l'hôtel est revendu, acquis en août 1920 par un couple, les Giorgetti, qui en confie la direction à Joseph Aletti. Celui-ci le renomme le Palace-Hôtel avant début 1922 d'opter pour le nom hôtel Radio, la radiophonie étant alors à la mode (différents hôtels dont un à Chamalières prendront ce nom). Ce nom, en conservant les initiales de l'hôtel Rühl (HR), permettait aussi de réutiliser les anciens linges et vaisselles qui étaient marqués de ces dernières.
En octobre 1937, l'hôtel est racheté par la Société des grands hôtels de Vichy (SGHV) que dirigeait Joseph Aletti et qui regroupait plusieurs des grands hôtels de la ville dont l'hôtel du Parc, le Majestic, le Carlton et le Thermal (actuel hôtel Aletti) dans la plus grande période de prospérité connue par la station thermale (en saison, les chambre des grands hôtels de Vichy sont alors plus chères que leurs équivalent parisiens ou de la Côte-d'Azur).
Au déclenchement de la Seconde Guerre mondiale, l'hôtel est de nouveau réquisitionné pour devenir un hôpital militaire temporaire, de 1939 à 1940. Il échappe ensuite aux premières réquisitions lors de l'installation du gouvernement et des ministères à Vichy. Mais en 1942, le secrétariat d'État à l'aviation dirigé par le général Bergeret, le secrétariat d'État à la Santé et le commissariat général à la Famille s'y installent. Après la libération de la ville à l'été 1944, il redevient hôpital militaire temporaire jusqu'en 1945 avec plus de 300 lits de chirurgie.
Après guerre, la station thermale eut du mal à se relancer et le gigantisme de l'hôtel le condamne. Il est transformé dès 1945 en résidence privée, les chambres étant regroupées pour faire 130 appartements, résidence qui prendra le nom de Palais des Parcs. Le bâtiment présente encore 5 000 m2 de parties communes dont plus d'un kilomètre de couloirs. Ses façades extérieures n'ont pas changé, seule la marquise au dessus de l'entrée a été retirée. 
Sa salle à manger avec ses stucs est inscrite au titre des monuments historiques par arrêté du 4 mars 1991.
En 2025, il reste l'un des plus hauts bâtiments de la ville mais présente depuis quelques années des façades très dégradées.

## Galerie

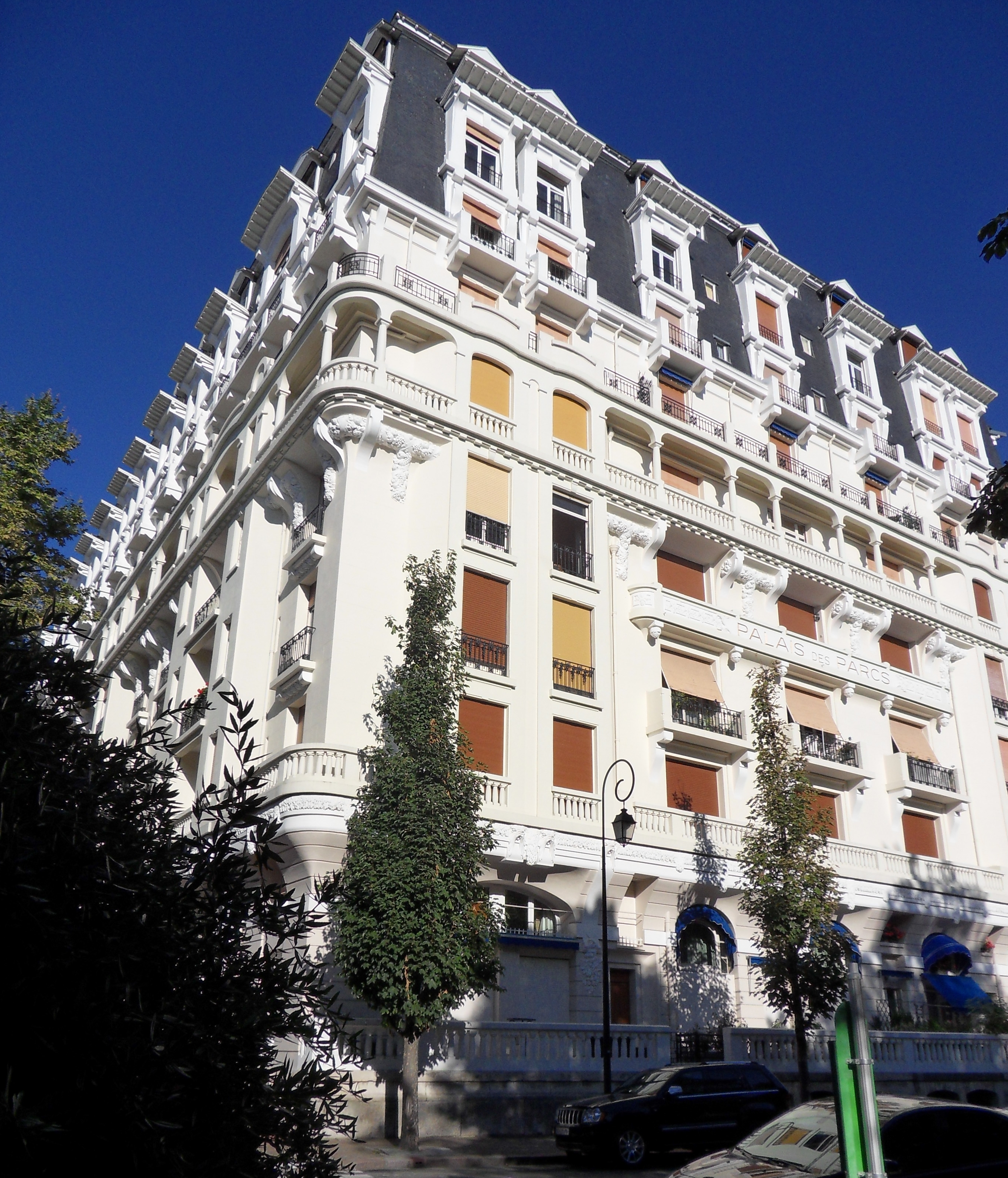
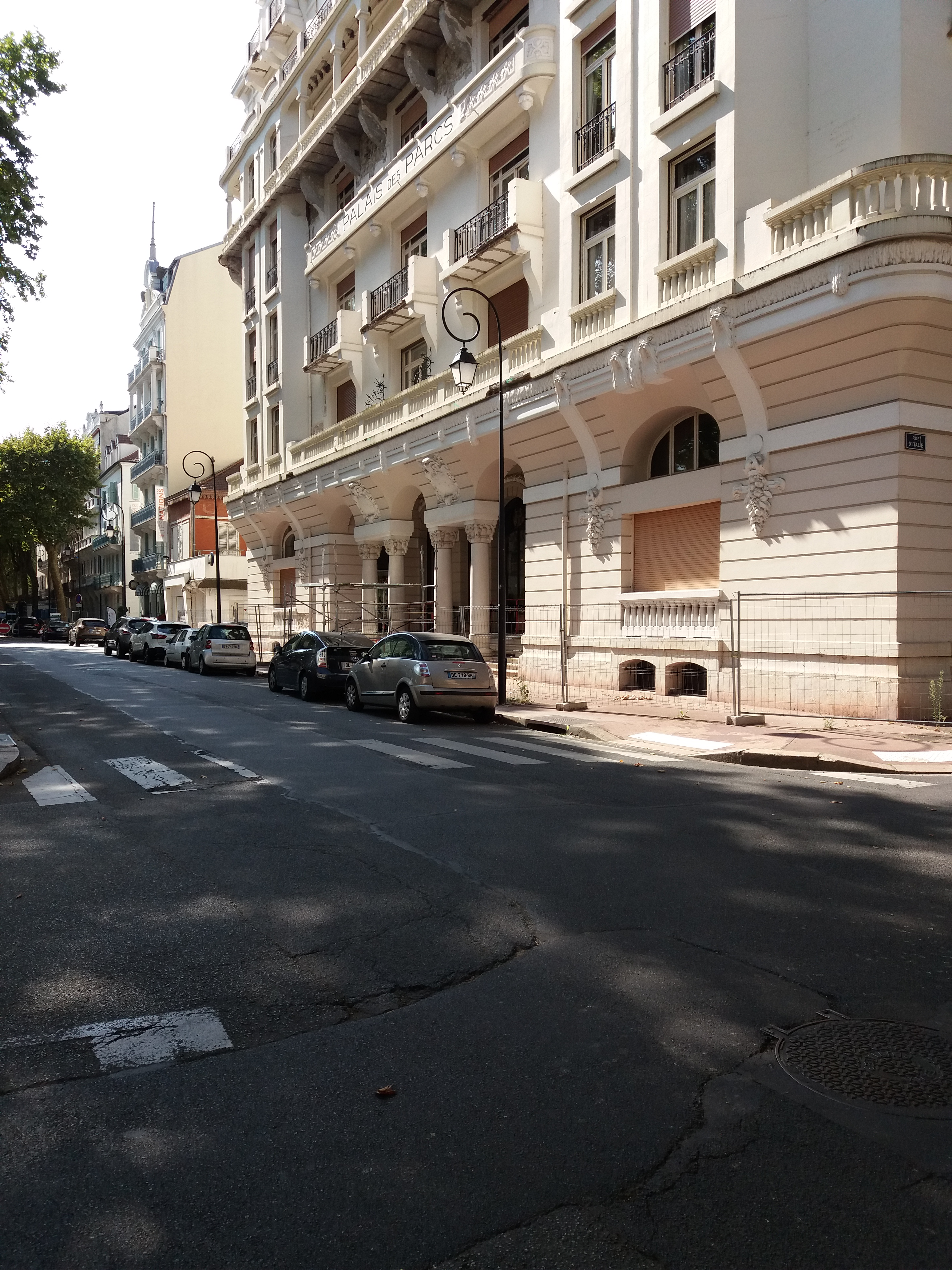
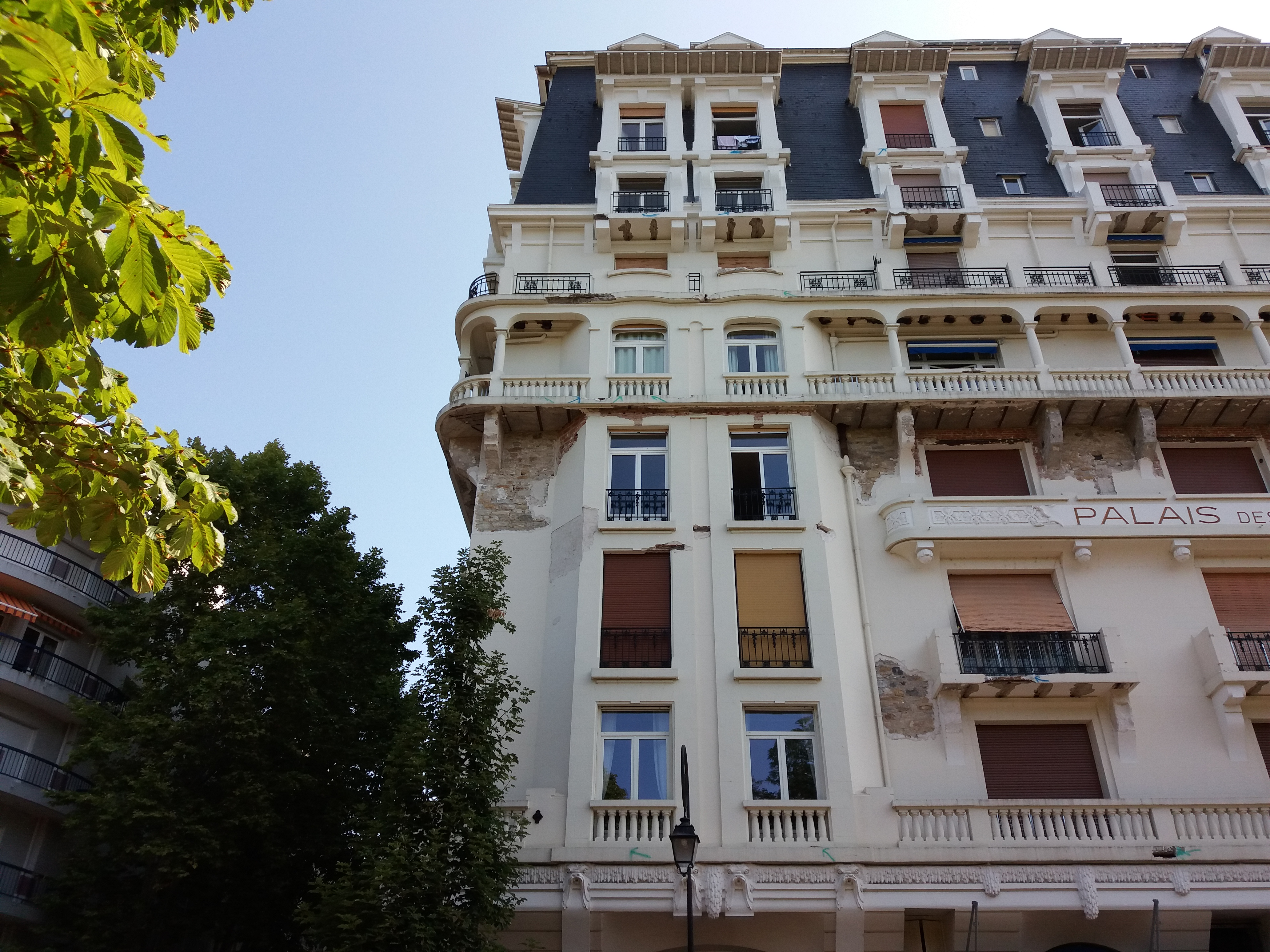